# Upper St. Clair
Upper St. Clair è una township degli Stati Uniti d'America, nella contea di Allegheny nello Stato della Pennsylvania. Secondo il censimento del 2000 la popolazione è di 20.053 abitanti.

## Società

### Evoluzione demografica
La composizione etnica vede una prevalenza della razza bianca (97,56%) seguita da quella asiatica (4,02%), dati del 2000.
| township di Upper St. Clair Popolazione |        |
| 2000                                    | 20.053 |
| Stima al 01-07-07                       | 18.941 |

## Geografia fisica
Upper St. Clair si trova a 300-400 s.l.m. (metri sopra il livello del mare).Il paese è prevalentemente pianeggiante